# Neissemünde
Neissemünde (tyska: Neißemünde) är en kommun i östra Tyskland, belägen i Landkreis Oder-Spree i förbundslandet Brandenburg. Neissemünde bildades 2001 genom sammanslagning av de fyra kommunerna Breslack, Coschen, Ratzdorf och Wellmitz inom Amt Neuzelle. Kommunledningen har sitt säte i Ratzdorf. Kommunen administreras som en amtstillhörig kommun inom kommunalförbundet Amt Neuzelle, vars säte finns i Neuzelle.
Området är i Tyskland framförallt känt för de svåra översvämningar som drabbat trakten i samband med högvatten i floderna.

## Geografi

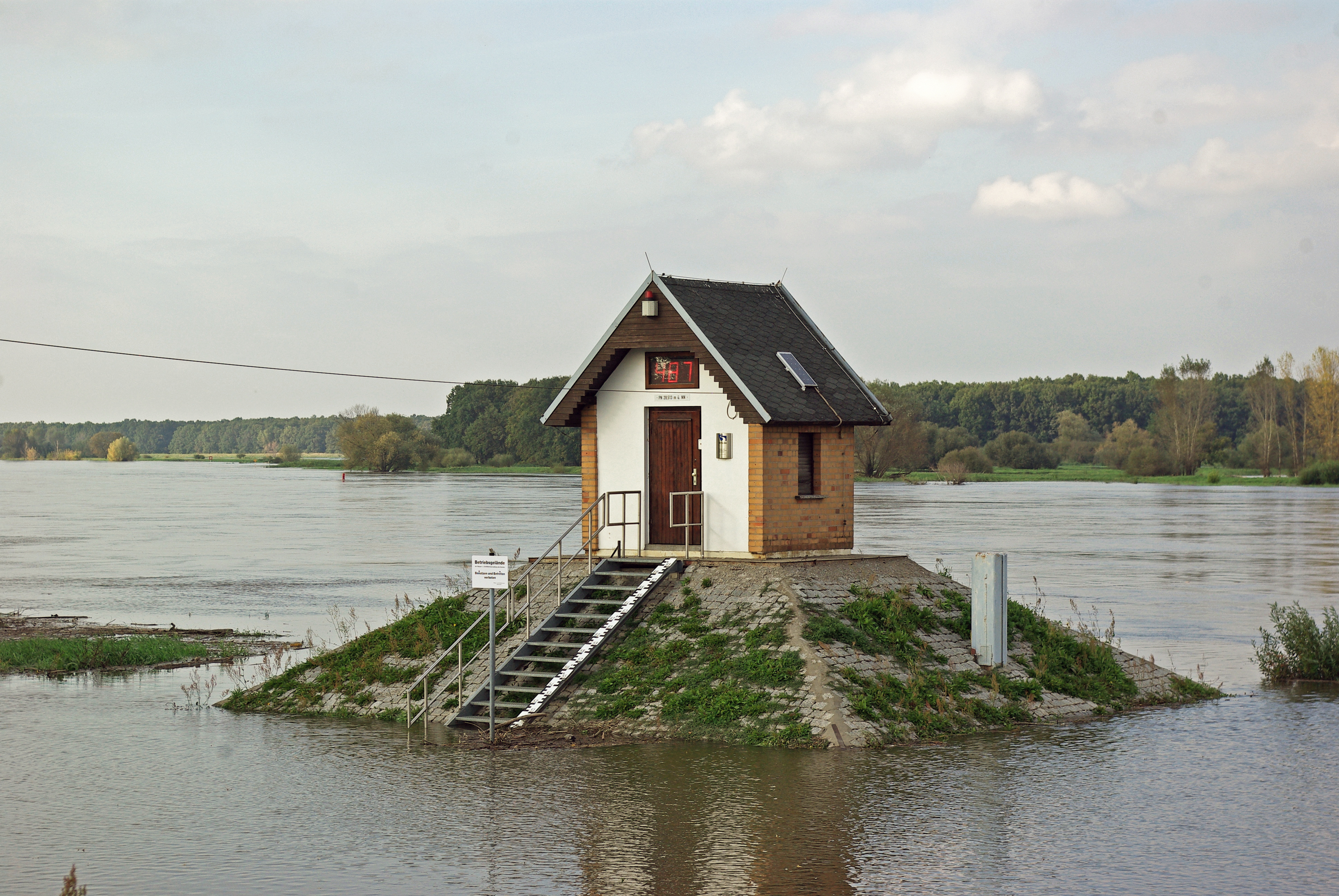
Pegel vid Oder under högvattenstånd.

Byn Ratzdorf i kommunen ligger intill sammanflödet mellan floderna Oder och Neisse som sedan 1945 tillsammans utgör riksgräns mot Polen, den efter floderna benämnda Oder-Neisselinjen. Norr om kommunen ligger staden Eisenhüttenstadt och söderut ligger staden Guben. Orten Ratzdorf och det låglänta området närmast Neisse och Oder drabbas ofta av översvämningar vid extrema högvattenstånd i floderna.

### Administrativ indelning
Kommunen består av fyra byar som även är administrativa Ortsteile (kommundelar):
- Breslack (lågsorbiska: Brjazowy Ług)
- Coschen (Kóšyna)
- Ratzdorf
- Wellmitz

## Historia
Ratzdorf blev nationellt känt då orten drabbades svårt av Oderöversvämningen 1997. Under återuppbyggnaden av orten och de omgivande skyddsdikena och vallarna, som pågick fram till 2005, donerades en större summa, 32 000 D-mark, till barnomsorg och utbildning i orten av artisten Michael Jackson. Eftersom Ratzdorf saknar skolor och förskolor fick summan istället täcka större delen av kostnaderna för en ny lekplats. I orten upprättades med EU-medel även ett EU-konferenscentrum, med anledning av ortens symboliska betydelse som gränsort.

## Befolkning
|                                                                |
| Befolkningsutveckling sedan 1875 inom nuvarande kommungränser. |

| 1875 | 2 719 |
| 1890 | 2 691 |
| 1910 | 2 459 |
| 1925 | 2 515 |
| 1933 | 2 570 |
| 1939 | 2 474 |
| 1946 | 3 555 |
| 1950 | 3 644 |
| 1964 | 2 842 |
| 1971 | 2 569 |

| 1981 | 2 046 |
| 1985 | 2 007 |
| 1989 | 1 918 |
| 1990 | 1 874 |
| 1991 | 1 842 |
| 1992 | 1 817 |
| 1993 | 1 811 |
| 1994 | 1 809 |
| 1995 | 1 843 |
| 1996 | 1 854 |

| 1997 | 1 909 |
| 1998 | 1 925 |
| 1999 | 1 896 |
| 2000 | 1 917 |
| 2001 | 1 903 |
| 2002 | 1 912 |
| 2003 | 1 890 |
| 2004 | 1 880 |
| 2005 | 1 884 |
| 2006 | 1 868 |

| 2007 | 1 840 |
| 2008 | 1 807 |
| 2009 | 1 795 |
| 2010 | 1 761 |
| 2011 | 1 747 |
| 2012 | 1 728 |
| 2013 |       |

Detaljerade källor anges i Wikimedia Commons..

## Kultur och sevärdheter
I Wellmitz finns en större bykyrka i nyromansk stil, uppförd 1854. Orten Ratzdorf är känd för sitt läge vid Oder och Neisse, med anläggningsplats för flodturisttrafiken.

## Kommunikationer

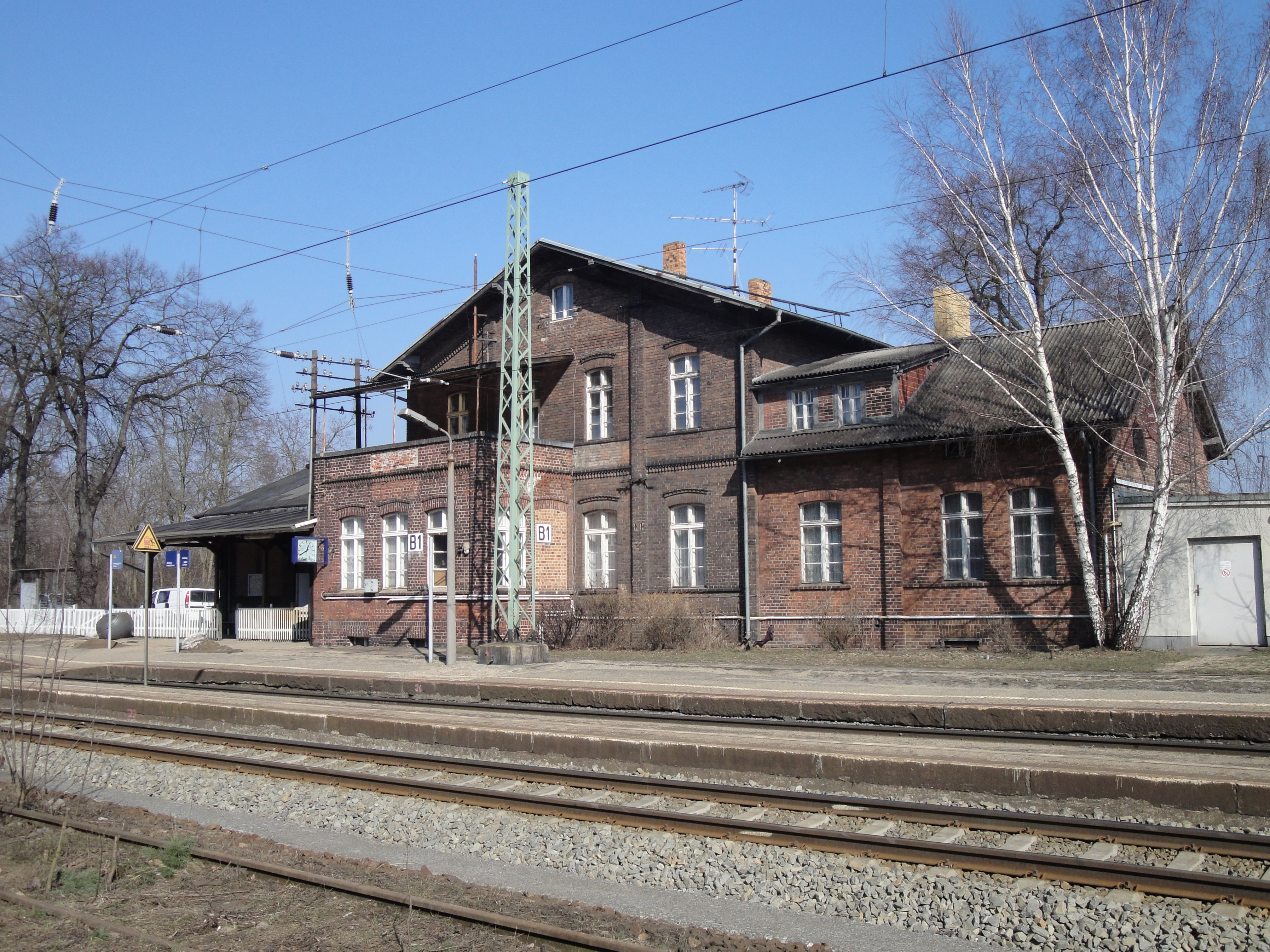
Wellmitz järnvägsstation

I kommunens västra utkant passerar Bundesstrasse 112 (Küstriner Vorland - Forst (Lausitz)) i nord-sydlig riktning, och sammanbinder kommunens orter med Eisenhüttenstadt, Frankfurt (Oder) och Guben.
Järnvägen Frankfurt (Oder) - Guben har två stationer i kommunen, Coschen och Wellmitz. Dessa trafikeras av regionalexpresståglinjen RE 11 på sträckan Frankfurt (Oder) - Eisenhüttenstadt - Guben.
I Ratzdorf finns en angöringsplats för turistbåttrafiken på floderna.